# Antoine Crozat
Pour les autres membres de la famille, voir Famille Crozat.
Antoine Crozat, marquis du Chatel, baptisé le 24 avril 1655 à Toulouse et mort le 7 juin 1738 à Paris, est un financier et armateur négrier français.
Il est l'acteur français le plus important de la traite négrière, le premier propriétaire de la Louisiane et la première fortune de France à la fin du règne de Louis XIV. Surnommé par les mémorialistes « l'homme le plus riche de France » et par Saint-Simon le « plus riche homme de Paris », il a amassé une fortune évaluée à 20 millions de livres, somme considérable pour l’époque.
Avec son frère Pierre Crozat dit « le pauvre », Antoine, comme son rival le plus dangereux, Samuel Bernard, banquier de la Cour, vont marquer toute la finance du début du XVIIIe siècle.

## Biographie

### Fils d'un riche négociant et banquier
Antoine Crozat est le fils d'Antoine (I) Crozat, riche marchand-banquier, lui-même fils d'un bonnetier-négociant d'Albi, et de Catherine de Saporta, sa deuxième épouse.
Installé à Toulouse, Antoine (I) Crozat amasse au fil du temps une fortune considérée comme l'une des premières de la ville et est condamné à plusieurs reprises pour usurpation de noblesse avant de devenir capitoul de Toulouse en 1674 et 1684, et ainsi accéder à la noblesse de robe.
Antoine fils grandit dans l'hôtel de Guillaume de Niel, connu plus tard sous le nom d'« hôtel du Silence », situé au n°3 rue Genty-Magre dans le quartier Esquirol à Toulouse.

### Une ascension à l'ombre du financier Pennautier
Grâce à l'appui de son père, Antoine devient commis, dans sa jeunesse, de l'homme d'affaires Pierre-Louis Reich de Pennautier, l'un des acteurs de l'affaire des poisons, puis son caissier. Saint-Simon, qui l'abhorre, l'accusera d'avoir été son laquais.
Il achète, en 1682, l'office de receveur des tailles de l'ancien diocèse de Saint-Papoul, qu'il fait exercer par son frère.
En 1689, il devient Receveur Général de la Généralité de Bordeaux, et quitte son mentor Pennautier. Sa fortune commence déjà à grandir.
En 1705, il achète une charge de conseiller-secrétaire du Roi en la Grande chancellerie, charge qu'il revend en 1719.
En 1708, il succède à Louis Joseph de Bourbon comme seigneur de Vendeuil. En 1714, il acquiert la baronnie de Thiers.

### La Ferme du tabac et le commerce interlope avec les colonies espagnoles
En 1697, il fait partie d'un consortium de financiers qui rachète la ferme du tabac, jadis propriété de la Marquise de Maintenon. Cette « ferme » a le monopole du prélèvement des taxes sur les 2,5 millions de livres de tabac vendues chaque année par Saint-Domingue. Elle abaisse le prix d'achat aux planteurs et relève le prix de vente, pour augmenter la rentabilité. Revers de la médaille, la production baisse en quantité comme en qualité et les acheteurs préfèrent le tabac concurrent, du Maryland, de Virginie et de la nouvelle colonie de Caroline fondée par des planteurs jacobites venus de la Barbade. Ces trois nouvelles régions de production, encore naissantes, en profitent pour supplanter complètement le tabac des îles françaises. Antoine Crozat estime que le commerce du sucre, plus rentable que le tabac, doit dominer à Saint-Domingue.
Cette même année, Antoine Crozat signe l'acte fondateur la Compagnie royale de la mer du Sud, entreprise servant de paravent pour le lucratif (et illégal) commerce interlope avec les colonies espagnoles. C'est grâce à ce commerce que Crozat va considérablement accroître sa fortune.

### En 1701, il obtient une partie du monopole de la traite négrière espagnole
Avec l'accession au trône espagnol de Philippe V, petit-fils de Louis XIV, Crozat obtient avec ses associés une licence de l'Asiento, c'est-à-dire l'autorisation de la fourniture en esclaves de toutes les colonies espagnoles.
En parallèle, Crozat dirige la Compagnie de Guinée, créée en 1685 par Louis XIV, l'une des plus importantes sociétés de la traite négrière entre Nantes et Saint-Domingue (qui s'associera à partir de 1748 avec la société Grou et Michel). En 1701, Louis XIV lui confie la mission d'intensifier l'activité de cette compagnie. Il la réussit, se débarrassant définitivement des planteurs de tabac qui entravent l'essor du sucre.

### Le premier actionnaire de la Louisiane
Louis XIV ne pouvant entretenir la Louisiane, lui accorde en 1712 le privilège du commerce de la Louisiane française, où vivent des « gens de couleur » ayant fui Saint-Domingue, des boucaniers et des trappeurs. Crozat crée la Compagnie de la Louisiane, disposant d'un monopole de 15 ans pour le commerce de ce territoire. Premier propriétaire privé et directeur de la colonie de 1712 à 1717, il y est actionnaire à hauteur de 0,6 à 0,7 million de livres et cherche des métaux précieux. Crozat obtient le privilège d'y faire venir chaque année un bateau de Noirs. Mais l'introduction d'esclaves déclenche l'inquiétude des Amérindiens avec lesquels commercent les trappeurs au Nord du Mississippi et une multiplication de conflits très violents, préludes au massacre de Natchez du 28 novembre 1729, puis à la guerre de Sept Ans, qui commence en 1756.
Par ailleurs, les trappeurs canadiens l'accusent de relever le prix des fourrures, dont il a le monopole de la vente, et de les leur acheter à un prix trop bas et de gâcher ainsi le formidable atout commercial qu'est le Mississippi.
Épuisé par ses avances, dépassant 1 250 000 livres, trompé dans son espoir d’ouvrir des communications avec le Mexique, il accepte l'idée que la Louisiane n'est pas une entreprise rentable, d'autant que ses affaires sont plus florissantes à Saint-Domingue.

### Une dette fiscale de 6,6 millions de livres à la mort de Louis XIV
La mort de Louis XIV en 1715, le prive d'un soutien majeur. Bien qu'il ait aidé financièrement le Régent, ce dernier institue une Chambre de justice chargée de rechercher « les malversations et abus gains illicites et commerces usuraires faits au détriment et à l'occasion de Nos finances ». Cette Chambre de justice, dirigée par le duc de Noailles et Rouillé du Coudray, inflige une amende à Crozat : la taxe à laquelle il est assujetti en 1716 s'élève à 6 600 000 livres, selon le Journal de l'avocat Barbier (février 1723). C'est pour acquitter une dette vis-à-vis de l'État qu'il doit effectuer des cessions. Crozat restitue en 1717 à la Couronne de France les privilèges accordés en 1712.
La Louisiane est récupérée par le banquier écossais John Law, qui obtient le 23 août 1717 la rétrocession des privilèges de la Compagnie de la Louisiane et de la ferme du tabac pour créer le système de Law, destiné à convertir l'énorme dette du royaume en actions de la Compagnie d'Occident qui devient bientôt la Compagnie du Mississippi, au capital de 100 millions de livres, réparti en 200 000 actions payables en emprunts d'État. Law rachète aussi de force la ferme des impôts indirects aux frères Pâris. Le système de Law et ses spéculations se déroulent rue Quincampoix à Paris.
Dans la ligne de la décision de Crozat de se concentrer sur Saint-Domingue, les Français céderont en 1764, après la guerre de Sept Ans, le Canada et l'immense Louisiane, afin de conserver la partie ouest de Saint-Domingue et sa très rentable industrie du sucre.
La rive ouest du Mississippi revient aux Espagnols, l'autre est cédée aux Anglais, ouvrant la voie à la spéculation immobilière et la conquête de l'Ouest vingt ans plus tard. Les généraux américains de la guerre d'indépendance violeront en effet l'engagement anglais de ne pas coloniser l'Ouest des Appalaches, donné en gage à leurs alliés indiens lors de la guerre de Sept Ans.
De 1715 à 1724, il exerce aussi les fonctions de trésorier de l'ordre du Saint-Esprit.
En 1726 après la fusion des fermes existantes, Antoine Crozat devient l'un des quarante fermiers généraux de la ferme générale.

### Les difficultés du Canal de Picardie
Crozat devient un des directeurs de la compagnie créée en 1727 par Paul Henri Caignard de Marcy, afin de construire le canal de Picardie, qui doit relier Saint-Quentin sur la Somme à Chauny sur l’Oise. Il obtient en juin 1732 la concession perpétuelle, mais les travaux prennent du retard. Seule la partie comprise entre Saint-Quentin et Pont est achevée et mise en service en 1738, l'année de la mort d'Antoine Crozat. Elle ne rapporte même pas de quoi payer l'entretien du canal.
En 1767, le canal de Picardie est rattaché aux biens de la couronne, ses héritiers recevant une indemnité égale aux sommes avancées, soit 3 millions de livres. Parmi ses héritiers, la duchesse de Choiseul est l'épouse d'un ministre de Louis XV. Une rue Crozat reconnaît son œuvre à Saint-Quentin ainsi qu'un quai Crozat à Chauny.
L'abbé A. Le François rédigea pour sa fille la géographie élémentaire connue sous le nom de Géographie de Crosat. Avec son frère Pierre Crozat, il finance les œuvres d'Antoine Watteau et d'artistes rococo, en accumulant une importante collection privée.

### Traces dans l'architecture à Paris et aux environs

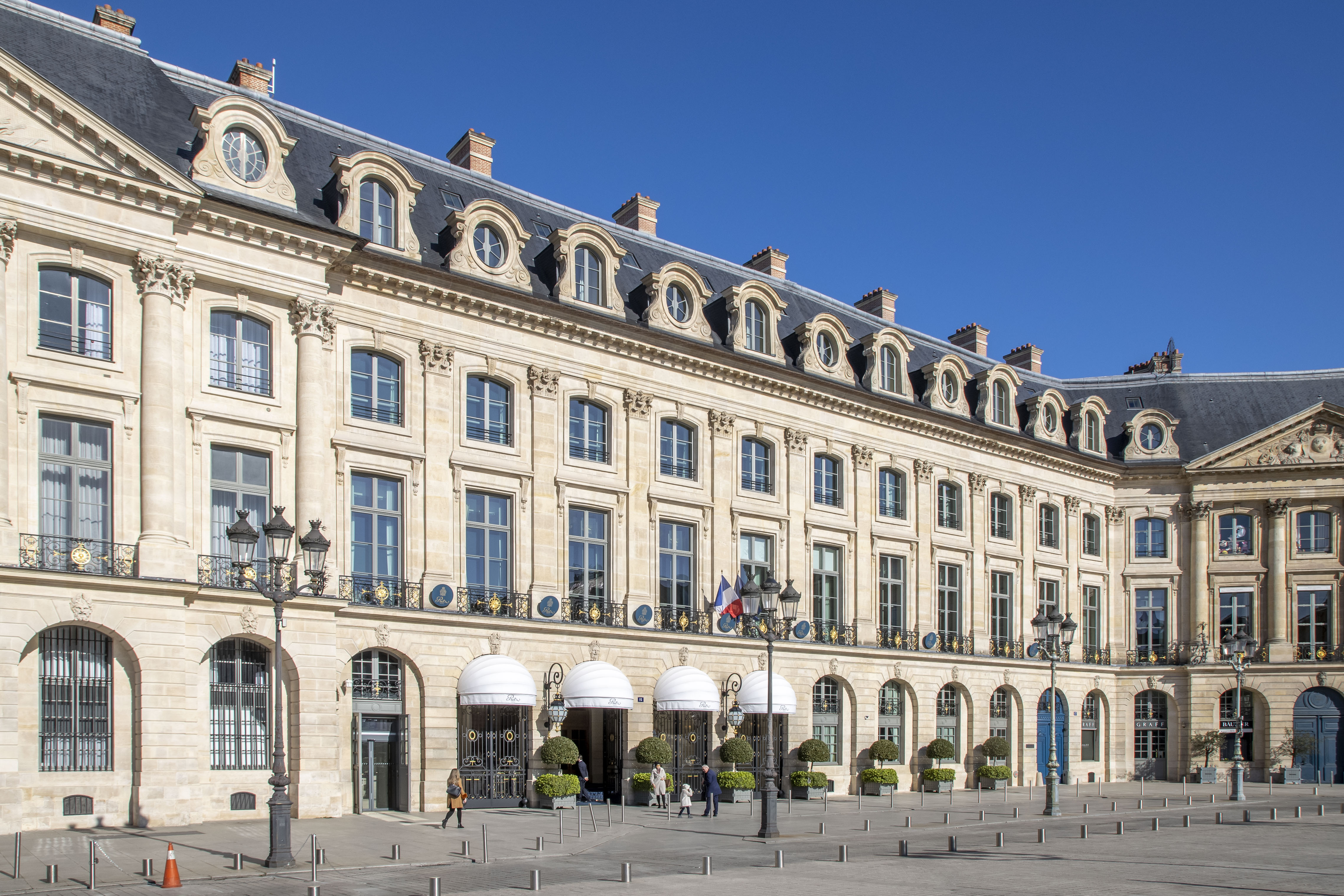
Hôtels Crozat et d'Évreux, Paris, place Vendôme.

Antoine Crozat achète en 1698 à la marquise de Soyécourt, l'hôtel de Soyecourt, construit vers 1685 place des Victoires, où il héberge Bossuet. il conserve jusqu'à sa mort cet hôtel, vendu par ses enfants en 1743. 
Crozat fait édifier sur la toute récente Place Vendôme, deux hôtels particuliers qui peuvent aussi toujours être admirés : 
- Au numéro 17, l'Hôtel Crozat, l'un des plus anciens de la place, construit avant 1703, par l'architecte Pierre Bullet pour Antoine Crozat, acquéreur du terrain dès 1700 et qui y vit avec son épouse jusqu'en 1738. Cet hôtel passe après lui à son fils Joseph Antoine Crozat, marquis de Thugny, puis, lorsque celui-ci décède sans postérité, en 1751, à son autre fils Louis Antoine Crozat, baron de Thiers, dont les descendants le vendront en 1787. Cet hôtel abrite aujourd'hui en partie le palace Ritz[20].
- Au numéro 19, l'Hôtel d'Évreux, sur une parcelle achetée en 1700 par Pennautier. Le 5 août 1706, Pennautier revend le terrain et sa charge à Antoine Crozat, qui agrandit par d'autres achats, en 1707, la parcelle à 3 800 mètres carrés et fait construire l'hôtel par Pierre Bullet pour y loger sa fille, alors âgée de douze ans, et son gendre, Louis Henri de La Tour d'Auvergne, comte d'Évreux. L'hôtel d'Évreux revient à Antoine Crozat et, après sa mort passe à son fils Louis Antoine Crozat, baron de Thiers, puis, après lui, à sa fille, la duchesse de Broglie, qui le vend en 1787[21].

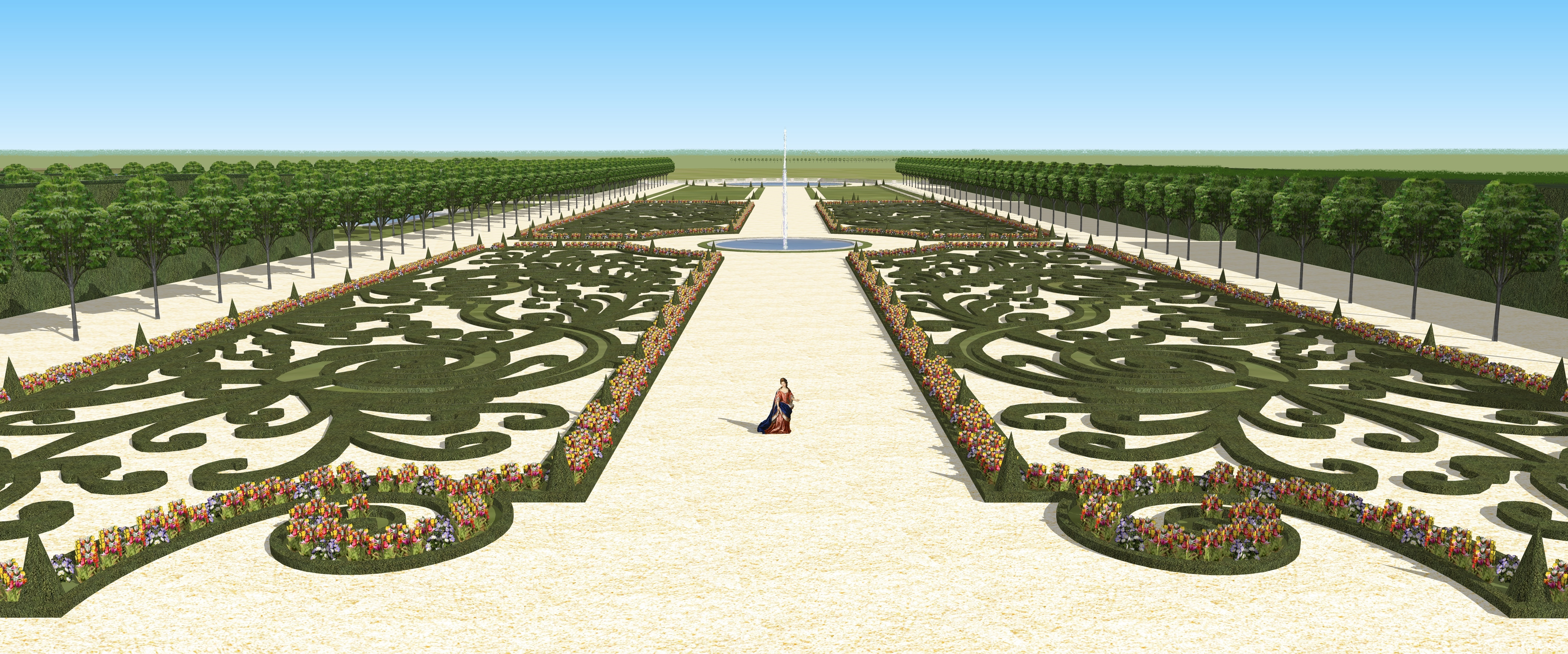
Restitution du grand parterre de Clichy, maison d'Antoine Crozat, début du XVIIIe siècle.

À Clichy-la-Garenne, au 13 de la rue du Landy, on peut voir un portail en pierre de taille, seul vestige du vaste château qu'y avait fait construire Antoine Crozat et qui comportait 94 pièces, des jardins aménagés par Le Nôtre et alimentés par un moulin en bord de Seine. Le domaine a été divisé lors d'une succession en 1819 et a servi de carrière de pierres.

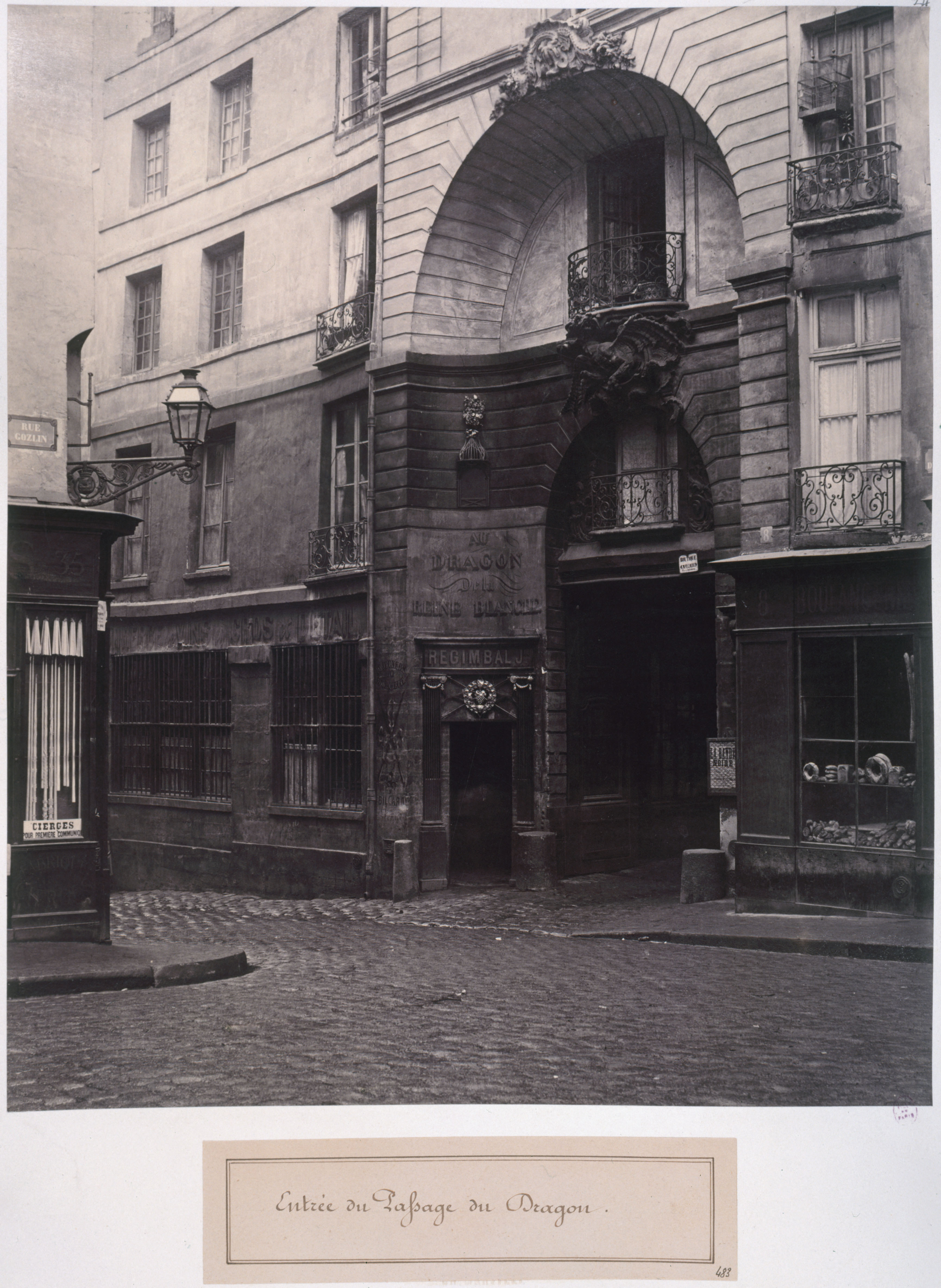
Entrée de la Cour du Dragon - Charles Marville - Vers 1865

Sa fortune contribua aussi à l'édification du palais de l'Élysée, par son gendre, Louis-Henri de La Tour d'Auvergne, comte d'Evreux. Ce dernier, désirant ensuite rester seul, congédiera sa jeune épouse le 14 décembre 1720, le jour du bal de l'inauguration de l'hôtel, à laquelle assiste sa maîtresse, la duchesse de Lesdiguières. Séparé ensuite de son épouse, le comte d'Évreux dut lui rembourser sa dot. Après sa mort, en 1753, le futur Palais de l'Élysée est acheté par la marquise de Pompadour.
En 1732, il fait lotir des terrains dans le faubourg Saint-Germain, en particulier la Cour du Dragon. Cette cour, vouée au XIXè siècle à l'implantation d'artisans ferronniers et chaudronniers, a été, avec l'immeuble d'entrée à double arcade, orné de sculptures et de refends, qui en était l'emblème, victime d'une opération immobilière dans les années 1930. Néanmoins, la sculpture de dragon exécutée par Paul-Ambroise Slodtz a été déposée au musée du Louvre et on en retrouve une copie sur la façade de l'immeuble situé au 50 rue de Rennes.
L'hôtel Crozat de la rue de Richelieu, construit en 1706 pour Pierre Crozat (1661-1740), frère d'Antoine, passa en 1740 à Louis François Crozat (fils d'Antoine et neveu de Pierre), puis à la fille de celui-ci, qui l'apporta en dot, en 1750, à Étienne-François de Choiseul, plus tard duc de Choiseul.  Rebaptisé en 1750 hôtel de Choiseul, il fut loti vers 1782, puis remplacé par des immeubles en 1788 (nos 91/95 rue de Richelieu), et il n'en reste rien. Pierre Crozat fit aussi construire, non loin de Paris, le château de Montmorency, qui sera détruit sous la Restauration.

### Domaines en province

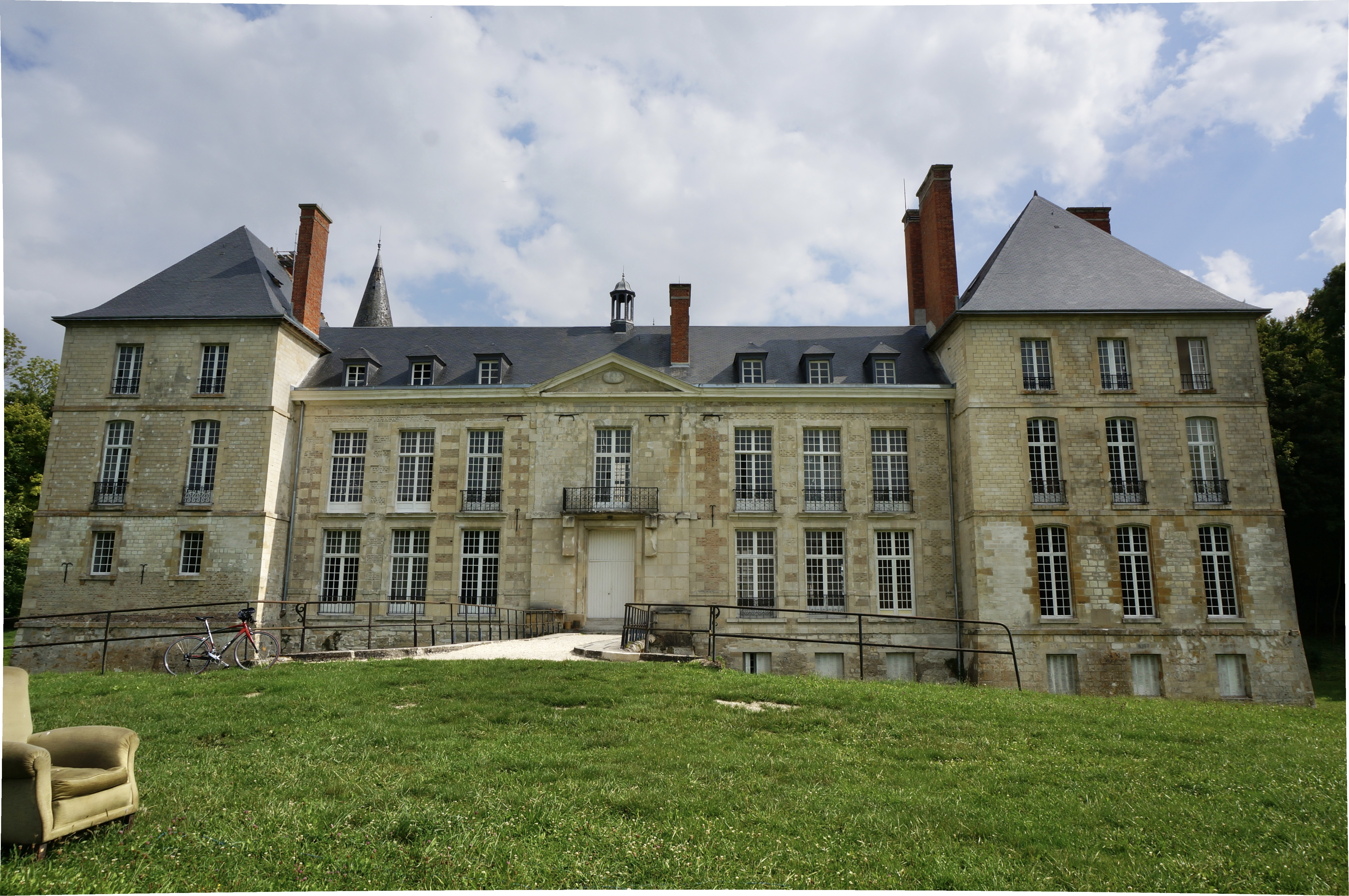
Château de Thugny-Trugny (Ardennes).

Antoine Crozat est encore propriétaire du marquisat de Thugny, en Champagne, près de Rethel, acheté en 1720, avec le château de Thugny-Trugny (Ardennes) ; du marquisat de Moÿ, en Picardie, aujourd'hui Moÿ de l'Aisne, acheté en 1704 et que son fils vendra en 1765, avec un château détruit par les allemands en 1917.
En 1706, il achète, en Normandie, à Marie d'Orléans Nemours, princesse de Neuchâtel, le comté et le château de Tancarville, dont il dote sa fille, lors de son mariage en 1707 avec Louis Henri de La Tour d'Auvergne, comte d'Évreux. Ce dernier fait construire, à partir de 1707, le château neuf de Tancarville, qu'il revend dès 1725 à Marie Sophie Colbert de Seignelay , épouse de Charles II Frédéric de Montmorency Luxembourg.
Le 4 septembre 1714, il achète au duc de Lauzun, qui l'avait reçue de la grande Mademoiselle, la baronnie de Thiers, en Auvergne, dont son fils Louis Antoine Crozat hérite après lui, puis la fille de celui-ci, Antoinette Louise Marie Crozat, comtesse de Béthune-Selles et dernière baronne de Thiers.

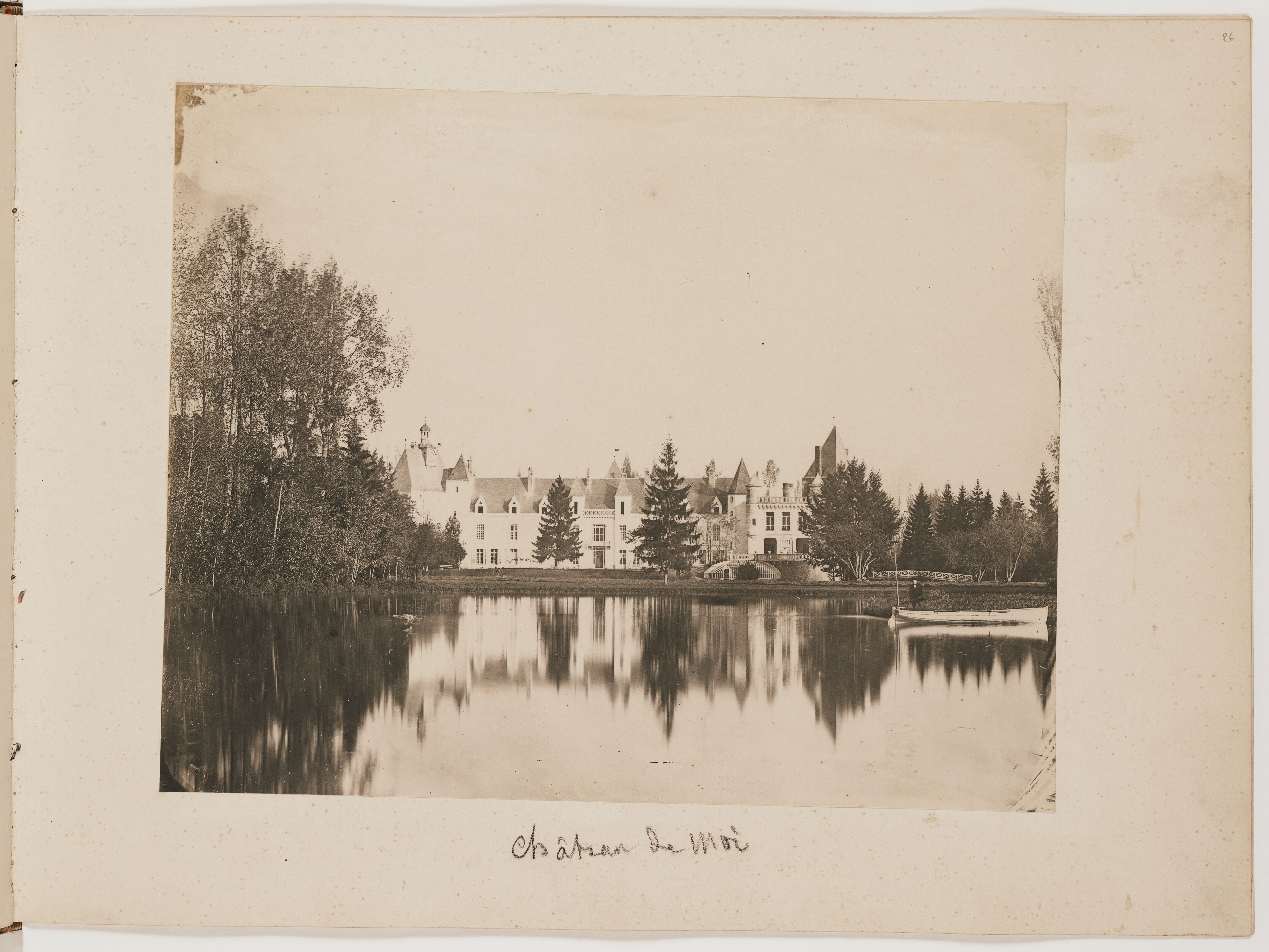
Le château de Moÿ (Moÿ de l'Aisne) avant 1917.

Il achète aussi le 14 août 1714 à la duchesse de Portsmouth la seigneurie du Châtel, avec le manoir de Keroual, en Bretagne, (près de Lesneven ? confusion avec Pont-du-Châtel à Plouider ?), dont il obtient l'érection en marquisat et qu'il transmet après lui à l'aîné de ses fils, Louis-François Crozat, marquis du Châtel.

### Portraits
Son portrait par Alexis-Simon Belle, longtemps conservé dans la descendance du modèle et jusqu'en 1918 au château de Thugny-Trugny, est vendu à l'hôtel Drouot par l'étude Beaussant-Lefèvre  le 22 janvier 2021 et préempté par le Musée Fabre de Montpellier. Une autre version, des mêmes dimensions et attribuée au même artiste, en existe au Musée national du château de Versailles.
Le portrait de son épouse, par Joseph Aved, exposé au Salon de 1741, est aussi au Musée Fabre de Montpellier.
Une réplique en est vendue à l'Hôtel Drouot le 22 janvier 2021 par l'étude Beaussant-Lefèvre, en même temps que l'original du portrait de son époux,. Le musée Fabre de Montpellier, déjà propriétaire de l'original du portrait de Madame Crozat reproduit infra, l'a acquis aussi par préemption (reprod. coul. dans "La Gazette Drouot" n°4 - 29/01/2021, p. 69).
Un portrait de la collection Bentinck-Thyssen est généralement considéré comme étant celui d'Antoine Crozat, marquis du Châtel, peint par Antoine Watteau, une relation de son frère Pierre Crozat. Ce portrait faisait partie de la rétrospective de la collection Bentinck-Thyssen, présentée en 1986 à Lausanne, puis à Paris, au Musée Marmottan.

## Armoiries
| Image | Armoiries                                                                                                   |
| ----- | --- |
|       | Antoine Crozat († 1738), Marquis du Chatel De gueules, au chevron d'argent, acc. de trois étoiles du même,. |

## Mariage et descendance

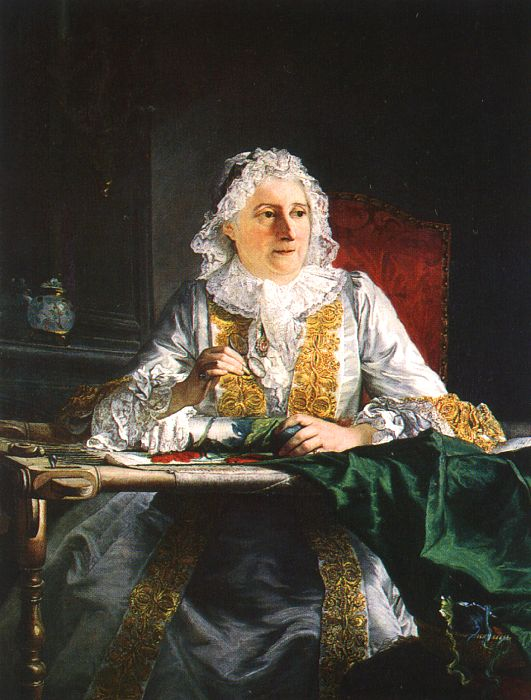
Joseph Aved, Portrait de Mme Crozat (1670-1742) (Salon de 1741), Montpellier, musée Fabre.

Antoine Crozat épouse à Paris le 12 juin 1690 Marguerite le Gendre d'Armeny (1670-1742), fille de François Legendre, capitoul de Toulouse, fermier-général, et de Marguerite Leroux. De cette union naissent :
- Louis-François Crozat (1691-1750), marquis du Châtel, en Bretagne, lieutenant-général des armées du Roi, conseiller-secrétaire du Roi de 1741 à 1750, marié en 1722 avec Marie-Thérèse de Gouffier, dame de Trémazan (Le Châtel) par son mariage (ca 1695-1746), fille de Charles-Antoine de Gouffier, marquis de Heilly, et de Catherine Angélique d'Albert de Luynes. Dont quatre enfants et un seul petit-fils, sans descendance ;
- Marie-Anne Crozat (1695-1729), mariée en 1707 avec Louis-Henri de La Tour d'Auvergne (1674-1753), comte d'Évreux, fils de Godefroy Maurice de La Tour d'Auvergne, duc de Bouillon, et Marie Anne Mancini, elle-même nièce du cardinal Mazarin, sans descendance ;
- Joseph-Antoine Crozat, marquis de Thugny, (1699-1750), conseiller, puis président à mortier au Parlement de Paris, marié en 1725 avec Michèle-Catherine Amelot de Gournay (ca 1710-1771), fille de Michel Amelot, marquis de Gournay, président à mortier au Parlement de Paris, et de Marguerite Danycan de l'Epine. Sans descendance ;
- Louis-Antoine Crozat (1700-1770), baron de Thiers, marquis de Thugny après son frère, brigadier des armées du Roi, marié en 1726 avec Louise-Augustine de Montmorency-Laval (1712-1776), fille de Claude-Charles de Montmorency, marquis de Laval, chevalier d'honneur de SAS Mme la duchesse d'Orléans Régente, et de Marie-Thérèse de Hautefort (de Gontaut). Dont trois filles, d'où postérité[43].

Si la noblesse se moque de l'inculture et de la prétention d'Antoine Crozat, elle n'hésite pas à épouser ses enfants. Ceux-ci seront donc très bien mariés. Loin de les pousser dans la finance, Crozat leur achète des charges dans l’armée, au Parlement, et leur donne des noms de terres nobles.
Selon l'historien Pierre Ménard, Antoine Crozat aurait entre 3 000 et 4 000 descendants. Beaucoup de grandes familles européennes descendent de cet homme.
Parmi ses huit beaux-frères et belles-sœurs du côté de son épouse, figurait la femme de lettres et salonnière Marie-Anne Doublet.